# Thomas J. Speer
Thomas Jefferson Speer (* 31. August 1837 im Monroe County, Georgia; † 18. August 1872 in Barnesville, Georgia) war ein US-amerikanischer Politiker. Zwischen 1871 und 1872 vertrat er den Bundesstaat Georgia im US-Repräsentantenhaus.

## Werdegang
Thomas Speer besuchte die öffentlichen Schulen seiner Heimat. Danach arbeitete er im Handel und als Pflanzer. In den Jahren 1861 und 1865 wurde er zum Friedensrichter in seiner Heimat gewählt. Von 1863 bis 1865 war er für die Regierung der Konföderierten Staaten Steuereinnehmer im Pike County. Zwischen 1865 und 1868 war er in diesem Bezirk als Richter tätig. Politisch schloss sich Speer nach dem Ende des Amerikanischen Bürgerkriegs der Republikanischen Partei an. In den Jahren 1867 und 1868 war er Delegierter auf einer Versammlung zur Überarbeitung der Verfassung von Georgia. Von 1868 bis 1870 saß er im Staatssenat.
Bei den Kongresswahlen des Jahres 1870 wurde er im vierten Wahlbezirk von Georgia in das US-Repräsentantenhaus in Washington, D.C. gewählt, wo er am 4. März 1871 die Nachfolge von Jefferson F. Long antrat. Thomas Speer konnte sein Mandat bis zu seinem Tod am 18. August 1872 ausüben. Bei der nun notwendig gewordenen Nachwahl wurde der Demokrat Erasmus W. Beck zu seinem Nachfolger gewählt. Thomas Speer blieb bis zum Amtsantritt von Benjamin B. Blackburn im Jahr 1967 der letzte Republikaner, der den vierten Distrikt von Georgia im Kongress vertrat.